# Đào Cao Khoa
Đào Cao Khoa (sinh 19 tháng 7 năm 1972 tại Thái Bình, Việt Nam Dân chủ Cộng hòa) là một vận động viên cờ tướng Việt Nam. Ông là nhà vô địch quốc gia năm 1999.